# Iisalo
Iisalo är en ö i Finland. Den ligger i sjön Pihlajavesi och i kommunen Sulkava i den ekonomiska regionen  Nyslotts ekonomiska region  och landskapet Södra Savolax, i den sydöstra delen av landet, 260 km nordost om huvudstaden Helsingfors. Öns area är 6,8 kvadratkilometer och dess största längd är 4,3 kilometer i sydöst-nordvästlig riktning.
Palin Granit Oy bryter granit på ön.